# 소닉 크래커스
소닉 크래커스 또는 소닉 스타디움은 메가 드라이브로 나올 예정이었던 미발매 게임이다. 세가는 실제 게임을 발매하지는 않았으나 세가 32X 게임 너클즈 카오틱스의 배경이 되었다. 또한 이의 시제품은 인터넷에 널리 퍼졌다.

## 배경
시제품은 두 주요 부분으로 나뉘는데, 두 '모험' 레벨과 두 '잔디' 레벨이 그것이다. 이 게임은 2D 사이드스크롤링 플랫포머처럼 보이나 가끔 2.5D의 경향을 보인다. 소닉과 테일즈는 링으로 엮여 있는데, 탄성으로 이를 보완할 수 있다.

## 오해
이 게임에는 여러 오해가 있었는데, 이는 소닉 4라는 의견이 있었고 단지 팬메이드 게임이라는 설도 있었다. 하지만 세가 사가 이 게임을 시제품으로 인정함으로써 이는 사그라들었다.

## 같이 보기
- 카오틱스